# Sidur

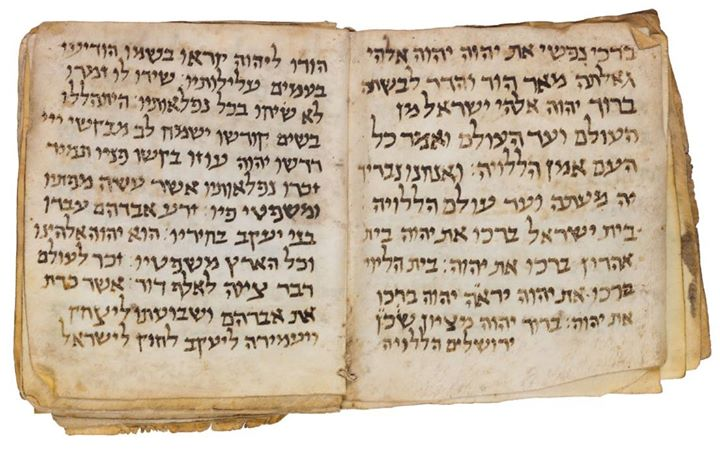
Modlitewnik Sidur (egzemplarz datowany na IX wiek)

Sidur (hebr. סידור = „porządek modlitw”, często błędnie zapisywany jako siddur kopiując angielską pisownię dostosowaną do angielskiej wymowy, pl. sidurim; jid. sider) – modlitewnik żydowski, do użytku synagogalnego i domowego, zawierający modlitwy na dni powszednie i zwykłe szabaty.
Początki współczesnych modlitewników sięgają okresu gaonów. W IX w. hiszpański kahał zadał pytanie o możliwość uporządkowania codziennych modlitw. Wydana w odpowiedzi responsa rabina Amrama Gaona z Sury „Seder Rav Amram”, zdobyła dużą popularność i jako pierwowzór modlitewnika był przez wieki uznawany przez wyznawców judaizmu. Kolejne, szersze opracowanie siduru przypisywane jest Saadji Gaonowi z X w., do którego w XVI wieku włączono pieśń „Lecha dodi…”. Obecnie poszczególne odłamy judaizmu wydają własne, odrębne modlitewniki.